# Concorrência fiscal
A concorrência fiscal é uma forma de concorrência regulatória que existe quando os governos utilizam reduções na carga tributária para incentivar o influxo de recursos produtivos ou para desencorajar o êxodo desses recursos. Muitas vezes, isso significa uma estratégia governamental de atrair investimento estrangeiro direto, investimento estrangeiro indireto (investimento financeiro) e recursos humanos de alto valor, minimizando o nível geral de tributação e/ou preferências fiscais especiais, criando uma vantagem comparativa.
Os estudiosos geralmente consideram os incentivos ao desenvolvimento econômico ineficientes, economicamente onerosos e distorcivos.

## História
A partir de meados do século XX, os governos passaram a ter mais liberdade para definir seus impostos, pois as barreiras à livre circulação de capital e pessoas eram altas. O processo gradual de globalização está reduzindo essas barreiras e resultando em um aumento dos fluxos de capital e maior mobilidade da mão de obra.

## Impacto
De acordo com um estudo de 2020, a concorrência fiscal "reduz principalmente os impostos para empresas móveis e é improvável que afete substancialmente a eficiência da localização das empresas". Um artigo do NBER de 2020 encontrou algumas evidências de que os incentivos fiscais estaduais e locais para empresas nos Estados Unidos levaram a ganhos de emprego, mas nenhuma evidência de que os incentivos aumentaram o crescimento econômico mais amplo em nível estadual e local.

## Exemplos

### União Europeia
A União Europeia (UE) também ilustra o papel da concorrência fiscal. As barreiras à livre circulação de capitais e pessoas foram reduzidas a quase nada. Alguns países (por exemplo, a República da Irlanda) utilizaram seus baixos níveis de imposto sobre as sociedades para atrair grandes quantidades de investimento estrangeiro, pagando pela infraestrutura necessária (estradas, telecomunicações) com fundos da União Europeia. Os contribuintes líquidos (como a Alemanha) opõem-se veementemente à ideia de transferências de infraestrutura para países com impostos baixos. No entanto, os contribuintes líquidos não se queixaram dos países beneficiários, como a Grécia e Portugal, que mantiveram os impostos elevados e não prosperaram. A integração da União Europeia também traz uma pressão contínua para a harmonização do imposto sobre consumo. Os países membros da União Europeia devem ter um imposto sobre valor agregado (IVA) de pelo menos 15% (a faixa principal do IVA) e limitar o conjunto de produtos e serviços que podem ser incluídos na faixa tributária preferencial. Ainda assim, essa política não impede que as pessoas utilizem a diferença nos níveis de IVA ao comprar certos bens (por exemplo, carros). Os fatores que contribuem para isso são a moeda única (euro), o crescimento do comércio eletrônico e a proximidade geográfica.
A pressão política para a harmonização tributária se estende além das fronteiras da União Europeia. Alguns países vizinhos com regimes tributários especiais (por exemplo, a Suíça) já foram forçados a fazer algumas concessões nessa área.